# غلام کشاورز
بهمن جوادی معروف به غلام کشاورز (۱۳۳۴ در نارک، گچساران - ۴ شهریور ۱۳۶۸ در لارناکا، قبرس)، فعال سیاسی انقلابی و کمونیست اهل ایران بود.

## زندگی‌نامه
وی در سال ۱۳۳۴ هجری خورشیدی با نام اصلی بهمن جوادی در خانواده‌ای فقیر در روستای نارک، یکی از روستاهای دهستان امامزاده جعفر واقع در شهرستان گچساران در استان کهگیلویه و بویراحمد به دنیا آمد. وی در بین سال‌های ۱۳۵۲ تا ۱۳۵۳، محفلی تحت عنوان «اقدام انقلابی علیه وضعیت موجود» را تشکیل داد. در سال ۱۳۵۴ در کنکور سراسری در رشته مهندسی کشاورزی پذیرفته شد. در اردیبهشت ۱۳۵۷ توسط ساواک به دلیل سازماندهی اعتصاب دانشجویان دانشکده کشاورزی (کرج) دستگیر شد. در پاییز ۱۳۵۷ در جریان آزادی زندانیان سیاسی از زندان آزاد گردید. وی در اوایل زمستان ۱۳۵۸ پس از یک دورهٔ فعالیت و مطالعه به همراه تعدادی از فعالان چپ به گروه اتحاد مبارزان کمونیست (سهند) پیوست و در جریان اتحاد این گروه با سازمان کومله انقلابی زحمتکشان کردستان ایران و تشکیل حزب کمونیست ایران به این حزب پیوست. در کنگره دوم حزب به عضویت کمیته مرکزی حزب کمونیست ایران انتخاب گردید. در دوران فعالیت در خارج از ایران سردبیری نشریهٔ «رسانه» ارگان تشکیلات خارج از کشور را بر عهده داشت. 

## درگذشت
غلام کشاورز در روز ۴ شهریور ۱۳۶۸ در حالی که قصد دیدار با مادر و برادرش را پس از ۸ سال داشت، توسط یک موتورسوار با سه گلوله در برابر چشمان مادر، برادر، همسر و دو فرزند خردسالش مورد اصابت گلوله قرار گرفت و ساعتی بعد در بیمارستان مرکزی لارناکای، قبرس بر اثر خونریزی زیاد و گلوله‌ای که به مغزش اصابت کرده بود، درگذشت.